# 5360 Rozhdestvenskij
5360 Rozhdestvenskij eller 1975 VD9 är en asteroid i huvudbältet som upptäcktes den 8 november 1975 av den rysk-sovjetiske astronomen Nikolaj Tjernych vid Krims astrofysiska observatorium på Krim. Den har fått sitt namn efter Robert I. Rozhdestvenskij.
Asteroiden har en diameter på ungefär 28 kilometer och den tillhör asteroidgruppen Alauda.